# Jan Jabłoński (żołnierz)
Jan Jabłoński, ps. Drzazga, Tumry (ur. 28 maja 1913 w Zakrzowie, zm. 23 maja 1993) – żołnierz Batalionów Chłopskich, komendant rejonu IV obwodu Puławy Okręgu Lublin tej organizacji, major, działacz ruchu ludowego.

## Życiorys
Jan Jabłoński urodził się 28 maja 1913 w rodzinie chłopskiej. Przed wybuchem II wojny światowej był rolnikiem. Działał w Związku Młodzieży Wiejskiej Wici, a w 1932 wstąpił do Stronnictwa Ludowego.
Podczas wojny włączył się w działalność podziemną, w 1940 wstąpił do Związku Walki Zbrojnej, lecz później przeszedł do Batalionów Chłopskich. W tej ostatniej organizacji był dowódcą Oddziałów Specjalnych w gminie Kamień oraz komendantem rejonu IV obwodu Puławy Okręgu Lublin. Dowodził wieloma akcjami bojowymi i w wielu brał udział. Wśród nich można wymienić: wysadzenie pociągu amunicyjnego pod Gołębiem, zatopienie statku Tannenberg czy rozbicie urzędu gminy w Szczekarkowie.
Po wojnie wstąpił do Milicji Obywatelskiej. Ukończył szkołę średnią i od 1948 pracował w organizacjach spółdzielczych i przedsiębiorstwach państwowych. Był członkiem ZSL. Zmarł 23 maja 1993 i został pochowany w Wilkowie

## Ordery i odznaczenia
- Order Krzyża Grunwaldu III klasy (13 września 1946)[2]
- Krzyż Oficerski Orderu Odrodzenia Polski
- Krzyż Srebrny Orderu Virtuti Militari
- Krzyż Partyzancki
- Srebrny Krzyż Zasługi
- Krzyż Batalionów Chłopskich